# سیندلتسی
سیندلتسی (به بلغاری: Sindeltsi) یک منطقهٔ مسکونی در بلغارستان است که در شهرستان مومچیلگراد واقع شده‌است.